# رنه ترهکوپف
رنه ترهکوپف (انگلیسی: René Trehkopf؛ زادهٔ ۸ آوریل ۱۹۸۰) بازیکن فوتبال اهل آلمان است.
از باشگاه‌هایی که در آن بازی کرده‌است می‌توان به باشگاه فوتبال دینامو درسدن، باشگاه فوتبال درسدنر، باشگاه فوتبال انرژی کوتبوس، باشگاه فوتبال ارتسگبیرگ آئو، باشگاه فوتبال اسنابروک، و باشگاه فوتبال کمنیتس اشاره کرد.